# Been a Son
«Been a Son» — песня американской гранж-группы Nirvana, написанная вокалистом и гитаристом Куртом Кобейном и впервые выпущенная в рамках мини-альбома Blew 13 декабря 1989 года. Также песня была в дальнейшем выпущена на компиляционном альбоме коллектива Incesticide 14 декабря 1992 года и на сборнике хитов Nirvana, а также в рамках концертного альбома группы Live at the Paramount.

## История песни
Написанная в 1989 году, «Been a Son» была впервые записана в студии Music Source в сентябре 1989 года Стивом Фиском в Сиэтле, штат Вашингтон. Из пяти записанных в студии композиций только две были официально выпущены, «Been a Son» и «Stain» появились на Blew в декабре 1989 года. Сессия была первой записью Nirvana на двухдюймовую 24-дорожечную ленту, и Фиск вспоминает что «когда все было кончено, мы очень громко играли „Been a Son“ на больших идиотских динамиках, вставали на столы клиентов в задней комнате и танцевали».
«Been a Son» была впервые исполнена вживую 8 октября 1989 года в Lif Ticket Lounge в Омахе, штат Небраска, на шоу, на котором Nirvana также дебютировала с будущей песней Nevermind «Breed». 25 сентября 1990 года Кобейн исполнил сольную акустическую версию песни на шоу Boy Meets Girl, организованном вокалистом и гитаристом Beat Happening Кэлвином Джонсоном на KAOS (FM) в Олимпии, штат Вашингтон.
Вторая студийная версия «Been a Son» была записана для программы BBC The Evening Session Мити Адхикари в студии Maida Vale в Лондоне, Англия, 9 ноября 1991 года. Она была выпущена на Incesticide в декабре 1992 года.
«Been a Son» была отрепетирована для появления на MTV Unplugged в ноябре 1993 года, но была вырезана из сет-листа до начала шоу.
Записанная с Фиском версия композиции была переиздана на первом альбоме лучших хитов группы, Nirvana, в октябре 2002 года. До этого эта версия была коммерчески доступна только на Blew EP, который был только выпущен в Соединённом Королевстве и в ограниченном количестве. Курт Сент-Томас назвал эту версию окончательной, потому что она лучше отображала характерный гитарный звук Nirvana и показывала соло бас-гитары, заметное в миксе.
Также песня была выпущена в дальнейшем в рамках концертного альбома коллектива Live at the Paramount 27 сентября 2011 года.

## Музыка и лирика
«Been a Son» представляет собой альтернативую рок-песню c ритмом 4/4 и темпом 146. Она базируется на квинтаккорде D5 и небольшой последовательности нот До — Си — Ля в куплетах и последовательности аккордов G5 — F5 — E5 в припеве. В композиции также присутствует небольшой проигрыш, который включает в себя короткое басовое соло.
«Been a Son» — один из самых ранних комментариев Кобейна на тему пола. В своей биографии «Come As You Are: The Story of Nirvana» 1993 года Майкл Азеррад описал «мгновенно цепляющую» песню как «о бедственном положении девочки, родители которой предпочли бы мальчика». Дженн Пелли из Pitchfork описала её как «комментарий о том, как патриархат рассматривает женщин как граждан второго сорта, о том, как он диктует, какими, по его мнению, должны быть женщины».

## Отзывы и рейтинги
"Композиция была названа одним из самых ранних примеров более мелодичного направления Nirvana после выпуска их дебютного альбома 1989 года, Bleach. Как отметил автор Чак Крисафулли, Кобейн подавлял своё поп-влияние в самые первые годы существования группы, но после выхода Bleach он стал более откровенным и уверенным в том, что он будет исповедовать свою любовь к Джону Леннону и «The Beatles» во время интервью. Фиск, который продюсировал первую версию песни, сказал, что запись включала «Гармонии Леннона, прямо из Rubber Soul».
В своем обзоре «Incesticide for Allmusic» Стивен Томас Эрлвайн назвал «потрясающую забытую инди-поп-мелодию „Been a Son“ одним из основных моментов сборника».
В 2015 году Rolling Stone окрестил «Been a Son» 23-й лучшей песней Nirvana в своем рейтинге «102 лучших песен Nirvana». В 2019 году The Guardian поставил композицию на 11-е место в списке 20 величайших песен Нирваны.